# アレクサンドリア市電
アレクサンドリア市電（アレクサンドリアしでん、アラビア語: ترام الإسكندرية）は、エジプトの大都市・アレクサンドリアを走る路面電車。市内を走る市内線（El-Medina）と郊外へ向かうラムレー線（El-Raml） の2つの系統を有し、2020年現在アレクサンドリア交通局（Alexandria Passenger Transportation Aushority、APTA）によって運営されている。そのうちラムレー線には日本製の2階建て電車が使用され、香港トラム（香港）やブラックプール・トラム（イギリス）と並び、2階建て車両が走る路面電車路線として知られている。

## 歴史
アレクサンドリアの路面電車のルーツは、1862年にイギリスの行政教区長および貿易商であったエドワード・ジョン・フェルマンによって設立された、アレクサンドリア郊外へ向かう鉄道会社をルーツに持つ。1863年1月に馬車鉄道として開通後、同年8月から蒸気機関車牽引に変更され、1900年代初頭に電化が完成して以降は2020年現在まで電車による運行が行われている。一方、アレクサンドリア市内の路面電車路線は1896年1月にアレクサンドリア市議会から建設許可が下り、翌1897年から路線建設・開通が逐次行われた。
これらの路線は開通当初民営鉄道であったが、ラムレー方面の郊外路線は1929年以降エジプト鉄道局の管轄下に置かれ、1947年からは市内の路面電車も含めてアレクサンドリア交通局によって運営されている。

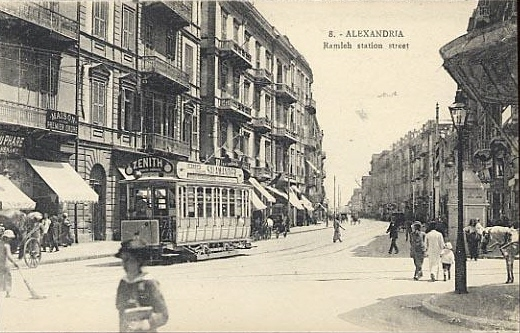
電化初期のアレクサンドリア市電（1903年）
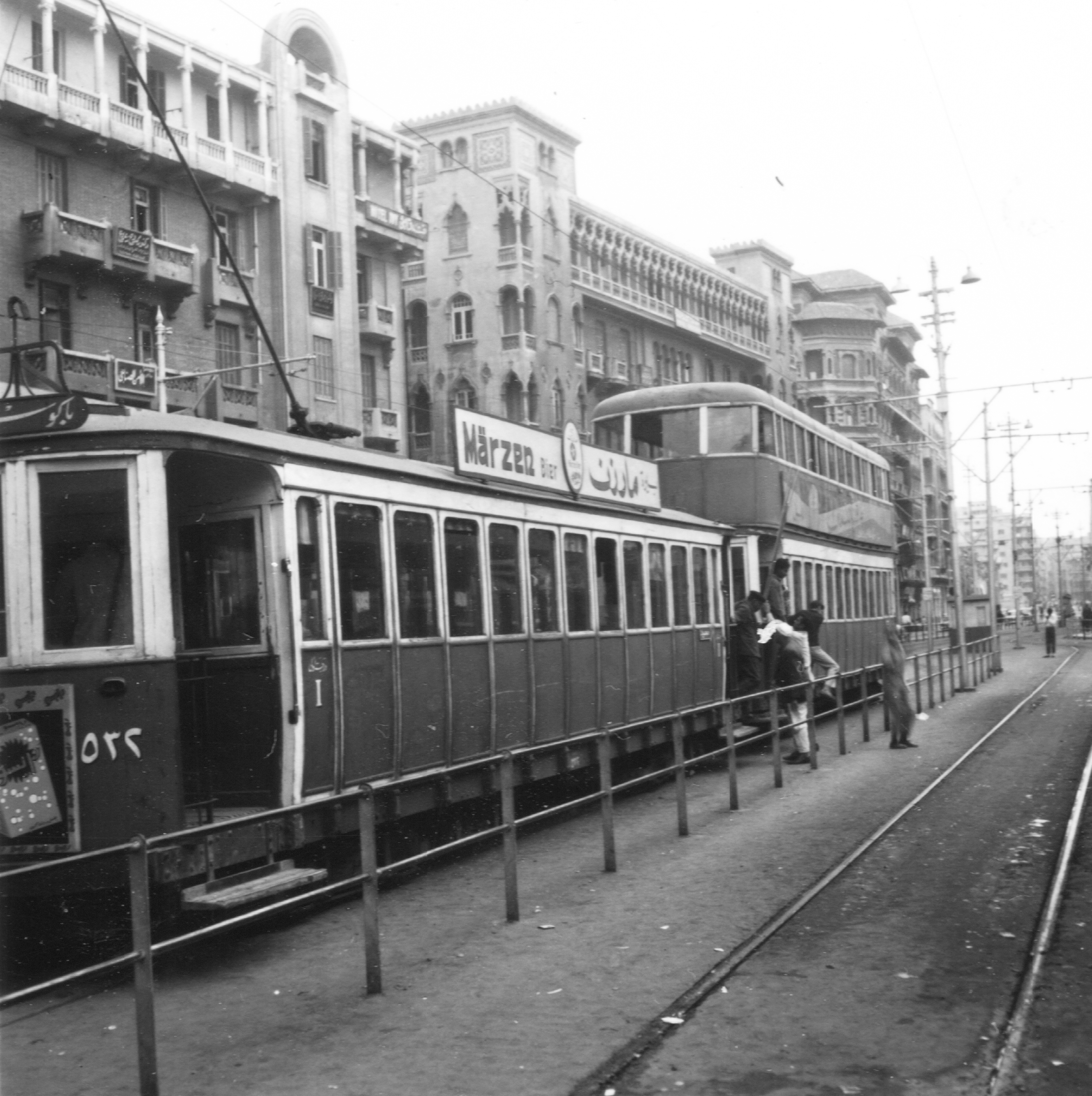
ラムレー線の旧型電車（1969年撮影）
路線図（1959年）
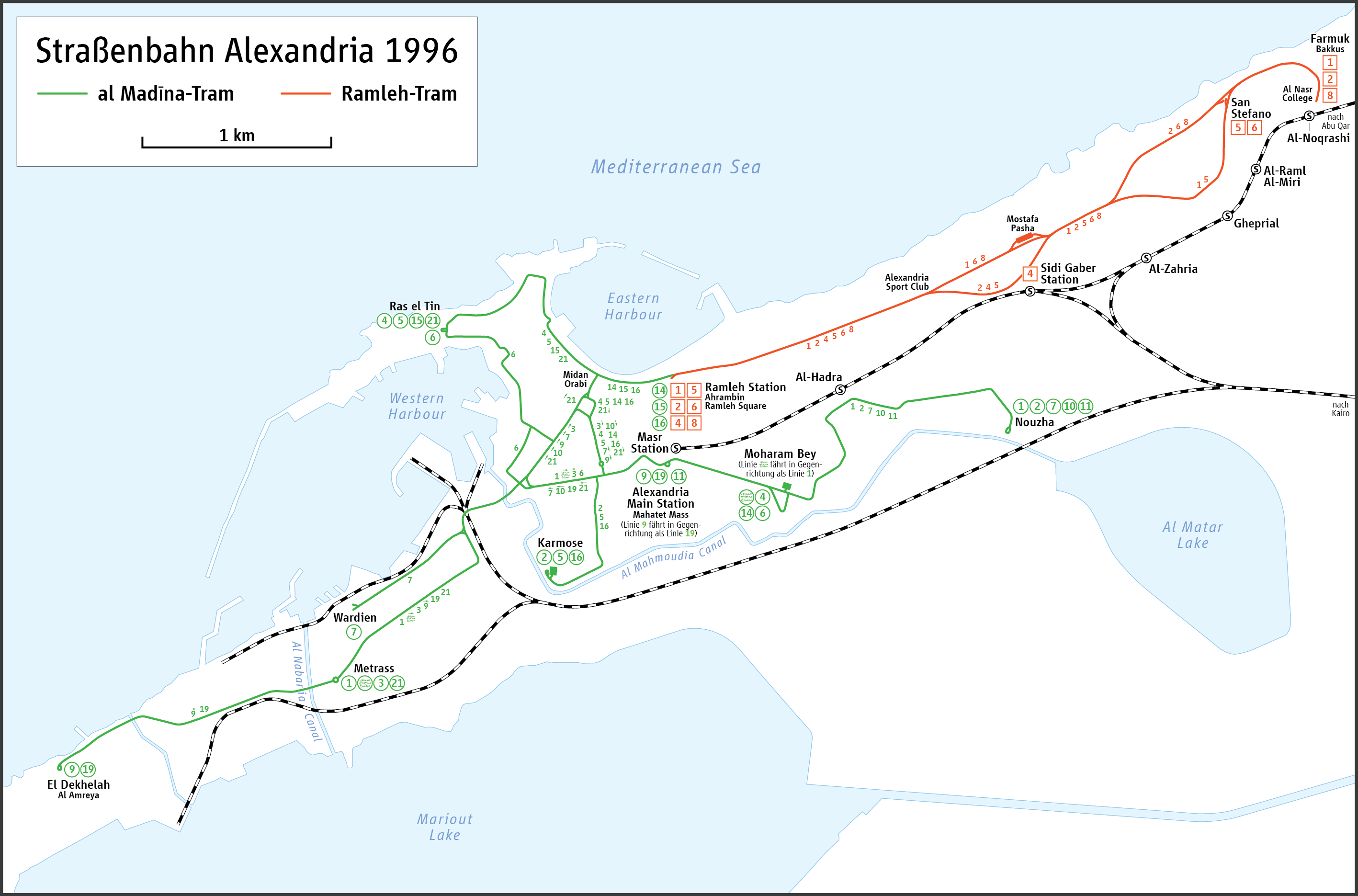
路線図（1996年）

## 運行

### ラムレー線（El-Raml）
郊外路線であるラムレー線では、2019年現在以下の4系統が運行されている。2017年の時点では一部系統がEl-Qa'ed lbrahim駅を起点としていたが、2019年は全系統とも市内線と接続するRamleh（ラムレー）駅を起点とする。
| 系統番号 | 主要駅 | 備考 |
| -------- | --- | ---- |
| 1        | Ramleh - Al-Riada Al-Kubra - Sidi Gaber El Sheikh - Moustafa Kamel - Bolkly - Gleem - San Stefano - Victoria                  |      |
| 2        | Ramleh - Al-Riada Al-Kubra - Zananeri - SidiGaber St. - Moustafa Kamel - Bolkly - Safr - Genakelese2 - San Stefano - Victoria |      |
| 25       | Ramleh - Al-Riada Al-Kubra - Sidi Gaber El Sheikh                                                                             |      |
| 36       | Ramleh - Al-Riada Al-Kubra - Zananeri - SidiGaber St. - Moustafa Kamel - Bolkly - Safr - Ginaklis                             |      |

### 市内線（El-Medina）
アレクサンドリア市内を走る市内線は、2017年の時点で以下の系統が存在する。
| 系統番号 | 主要駅 | 備考                                                                                           |
| -------- | --- | ---------------------------------------------------------------------------------------------- |
| 1        | El-Nozha - El-Gamla - El-Shohdaa - El-Ameri - Sidi El-Monie - Dar-Ismail - El-Metras                                                               |                                                                                                |
| 2        | El-Nozha - El-Gamla - El-Shohdaa - Sidi El-Monir - Karmouz                                                                                         |                                                                                                |
| 4        | El-Salam→Moharam Bek→El-Gamla - El-Shohdaa - El-Ameri - Sidi El-Metwali - St.Catherine Square - Sidi El-Metwali - El-Ameri - El-Shohdaa - El-Salam | El-Salam→Moharam Bek→El-Gamla間は片道のみ運行（ラケット型環状運転）                            |
| 6        | Ras El-Tin - El-Gamla - Moharam |                                                                                                |
| 7        | El-Salam→Moharam Bek→El-Gamla - El-Shohdaa - El-Ameri - Sidi El-Monie - Dar-Ismail - Ras El-Tin - El-Shohdaa - El-Salam                            | El-Salam→Moharam Bek→El-Gamla間は片道のみ運行（ラケット型環状運転）                            |
| 10       | El-Nozha - El-Gamla - El-Shohdaa - El-Ameri - Sidi El-Monir→El-Sheikh Shalabi→Sidi El-Metwali→El-Ameri - El-Nozha                                  | Sidi El-Monir→El-Sheikh Shalabi→Sidi El-Metwali→El-Ameri間は片道のみ運行（ラケット型環状運転） |
| 11       | El-Nozha - El-Gamla - El-Shohdaa |                                                                                                |
| 15       | Ras El-Tin - El-Raml | El-Raml（Ramleh）駅でラムレー線系統と接続                                                      |
| 16       | St.Catherine Square - Sidi El-Metwali - Sidi El-Monir - Karmouz                                                                                    |                                                                                                |
| 18       | El-Nozha - El-Gamla - El-Shohdaa - El-Ameri - Sidi El-Metwali - St.Catherine Square                                                                |                                                                                                |
| 19       | El-Shohdaa - El-Ameri - Sidi El-Monie - Dar-Ismail - El-Metras - El-Max                                                                            |                                                                                                |

## 車両

### 現有車両

#### 市内線
- デュワグカー（GT6） - 西ドイツ（現：ドイツ）のデュワグ製の2車体連接車。1969年にデンマークのコペンハーゲン市電（ドイツ語版）[注釈 2]から99両が譲渡されたが、営業運転に投入されたのは97両だった。市内線系統で運用されているが、運転台が片側のみに存在する事から折り返し用のループ線が存在しない15号線には使われていない。導入後は一部乗降扉の撤去を始めとした改造・改修工事が幾度となく行われ、一部車両はリニューアル工事も実施されている他、内装の改造や塗装変更が行われ、2015年から"トラムカフェ"として使用されている車両も存在する。ただし老朽化の進行から、後述するタトラ＝ユーク製の新型電車への置き換えが行われる事になっている[8][1][12][13][14][15]。
- 近畿車輌製電車（市内線用） - 日本の輸送用機器メーカーの近畿車輌が製造した2両編成の路面電車車両。同社がカイロ市電向けに製造した車両を基に設計が行われ、1981年に32両が導入された。一部車両についてはラムレー線に転属している[8][6][16]。
- ガンツ＝マーバグ製電車 - 1985年から1986年にかけてハンガリーのガンツ-マーバグで30両が製造された、市内線向けの2両編成の路面電車車両。台車はデュワグが製造し、車輪には騒音を抑える弾性車輪が用いられた。デュワグカーと同様にリニューアル工事が進んでおり、対象となった車両は緑色を基調とした塗装を纏っている[12][13][14][17]。
- K-1E6 - ウクライナの鉄道車両メーカーであるタトラ＝ユーク製の路面電車車両。片運転台の2車体連接車で、車内には冷房が完備されている他、wi-fiにも対応する。2017年に15両の導入契約が結ばれ、2019年から営業運転を開始した[1][18]。

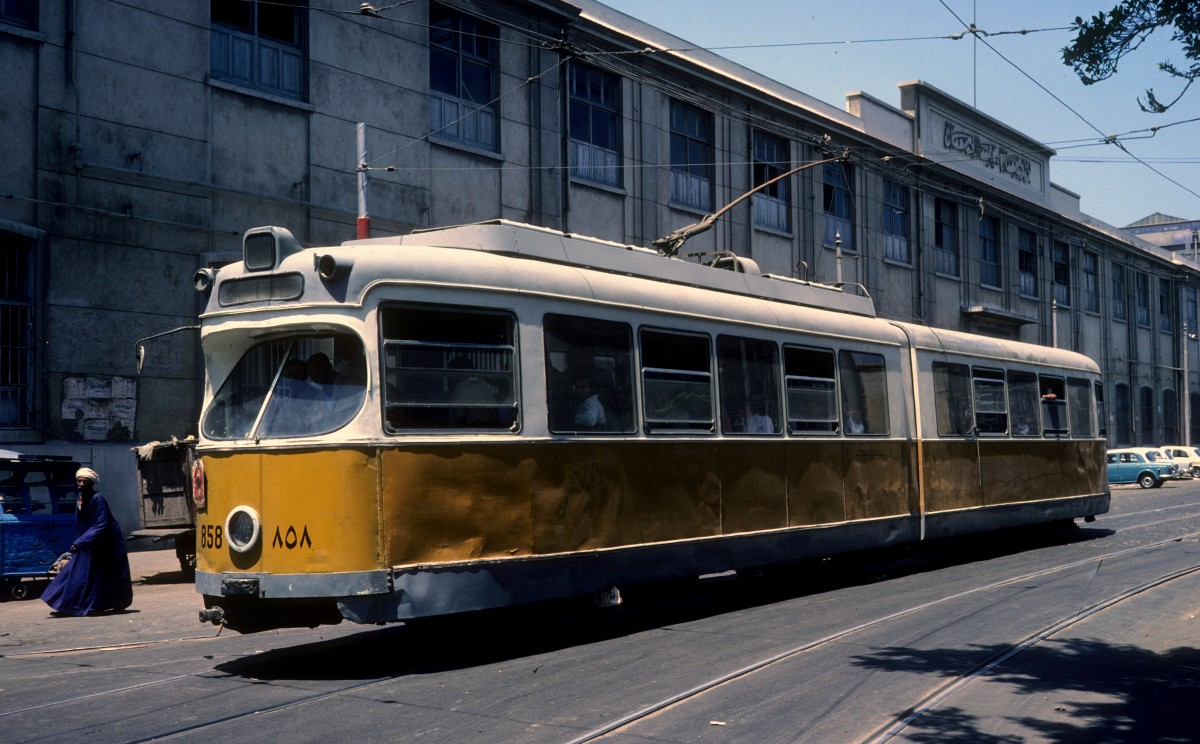
デュワグカー（1979年撮影）
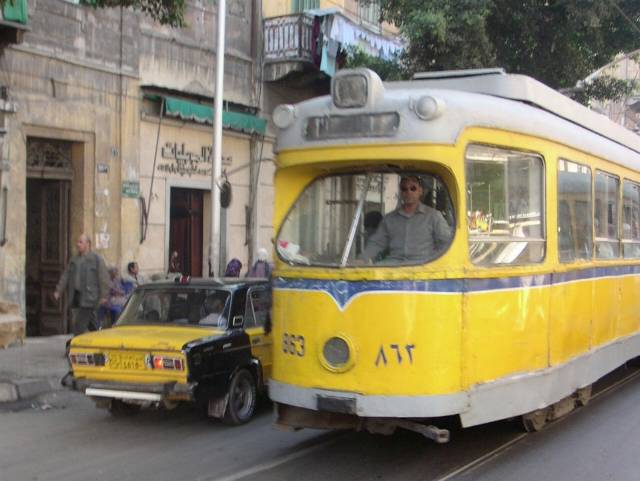
デュワグカー（2002年撮影）
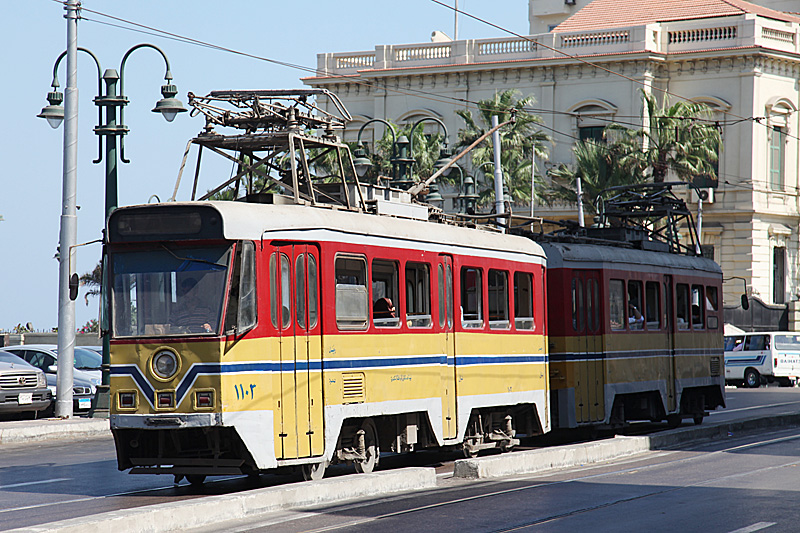
近畿車輌製電車（2010年撮影）
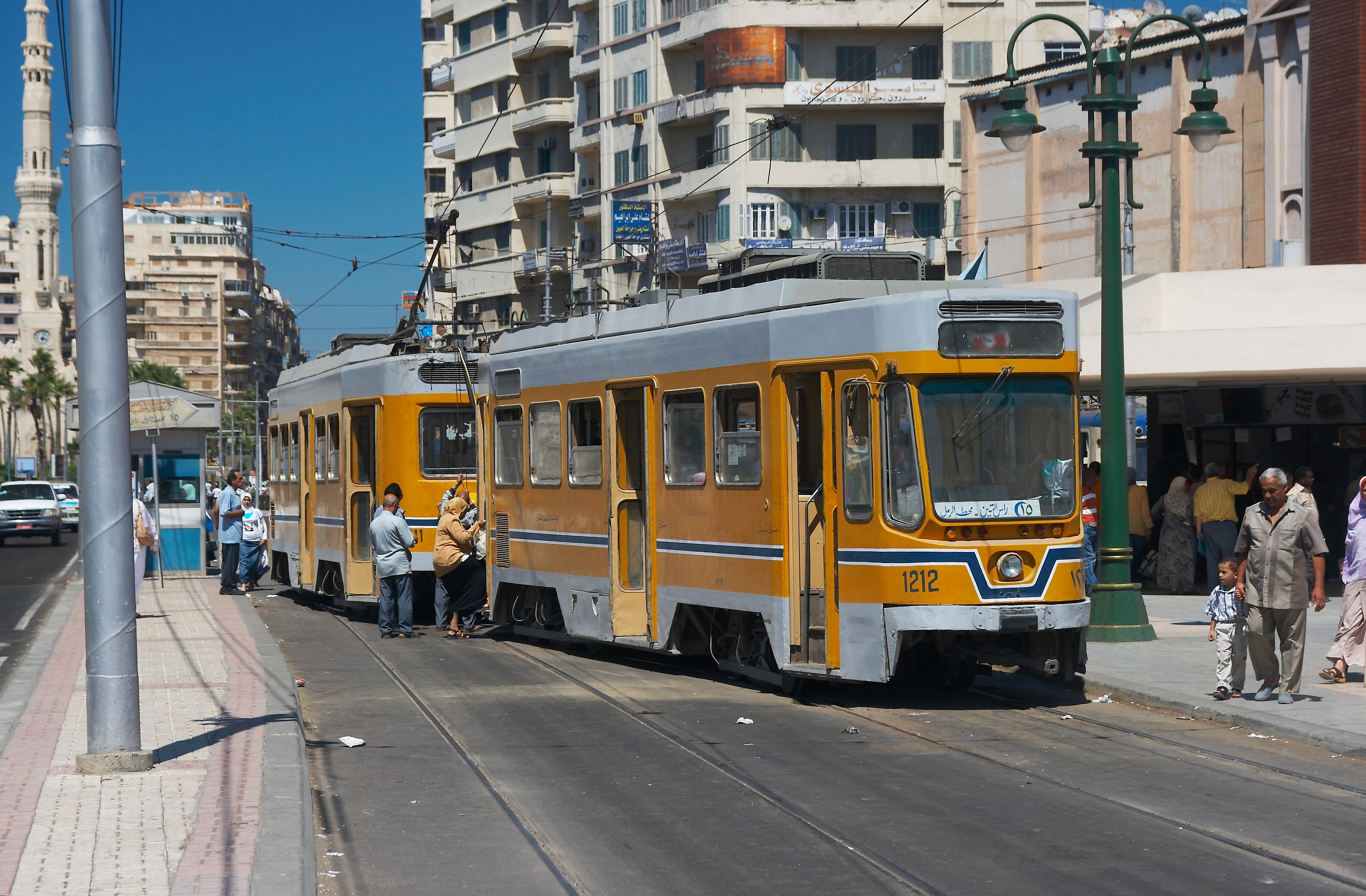
ガンツ-マーバグ製電車（2008年撮影）
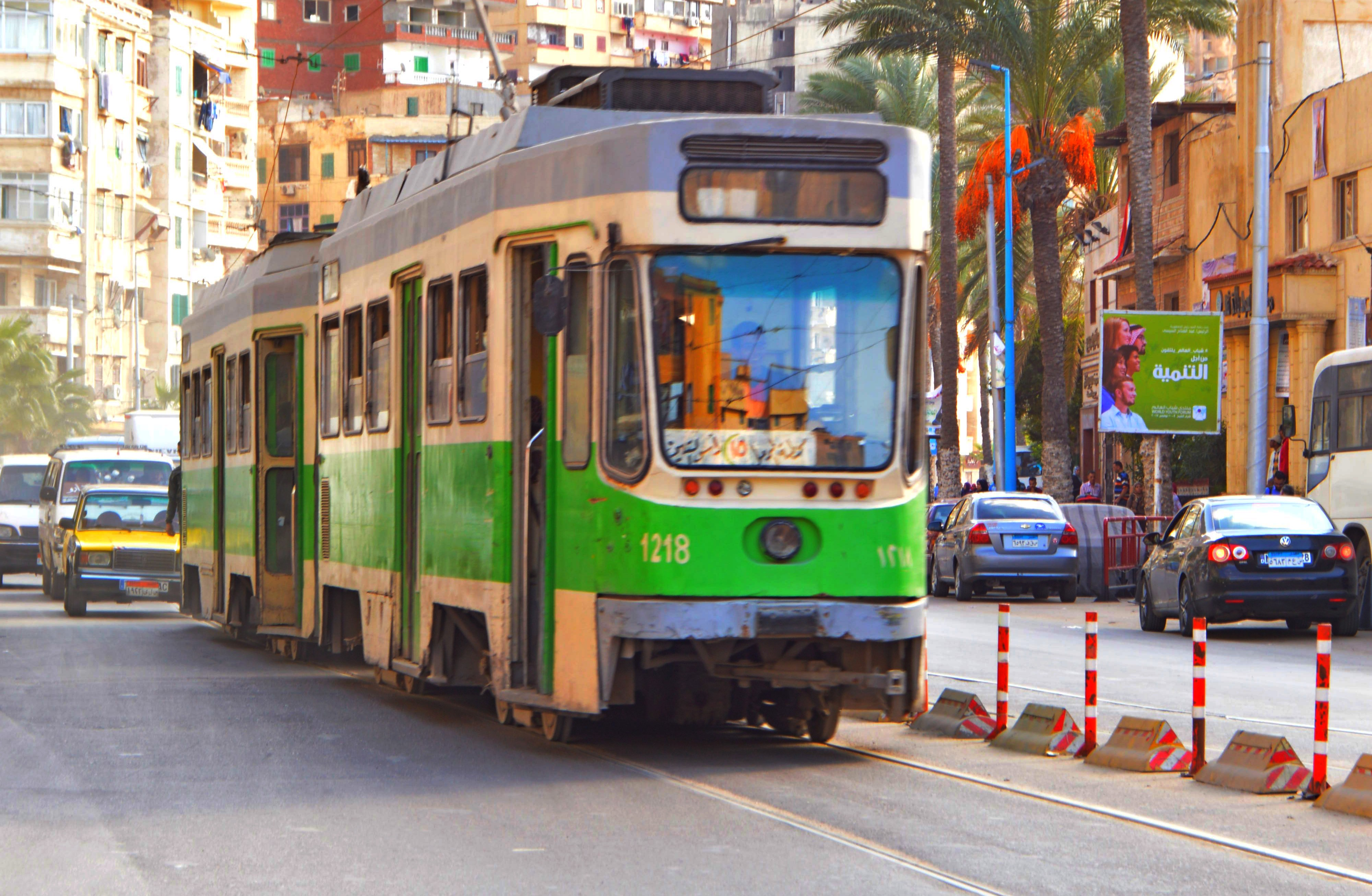
ガンツ-マーバグ製電車（2017年撮影） （リニューアル後）
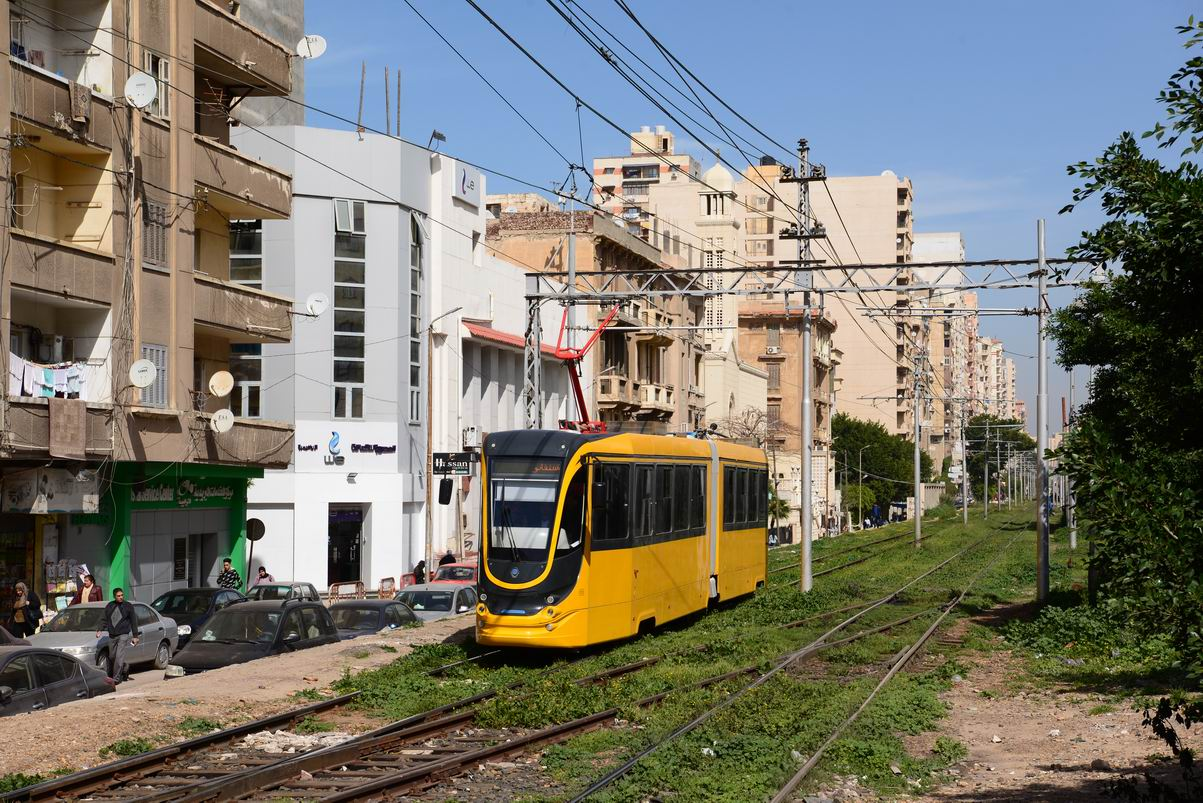
K-1E6（2020年撮影）

#### ラムレー線
- 近畿車輌製電車（ラムレー線用） - 1975年から1993年にかけて計126両が導入された近畿車輌製の電車。カイロ市電（ヘリオポリス市電）向け車両を基に設計されたが、一部車両は車体高4,800 mmの2階建て電車として製造された。全車両とも3両編成を組んで使用されている[8][16][6]。
- セマフ製電車 - 近畿車輌製電車のうち、3両編成1本についてはエジプトのセマフ（SEMAF）社によって同型車体への更新が実施されている[8][16]。

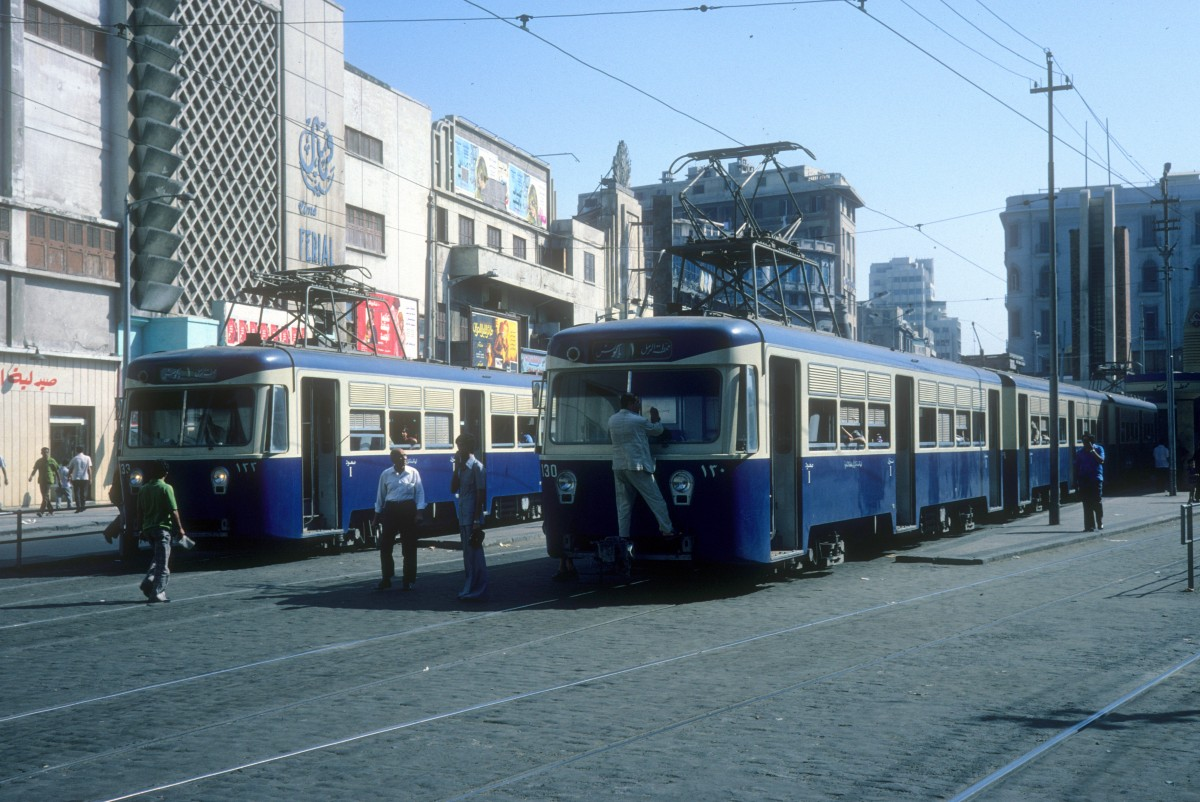
近畿車輌製電車（1977年撮影）
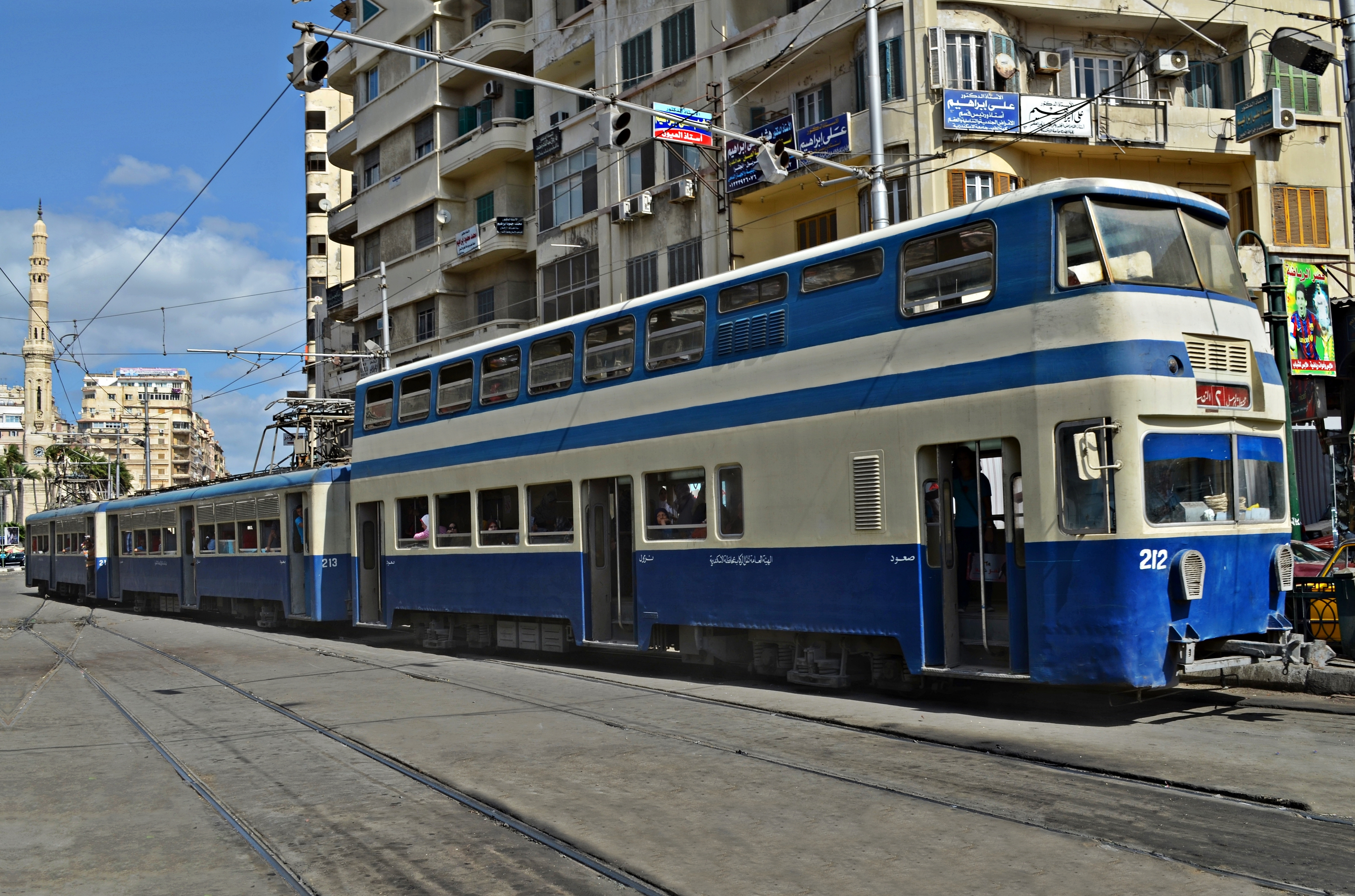
近畿車輌製電車（2012年撮影） （2階建て車両）
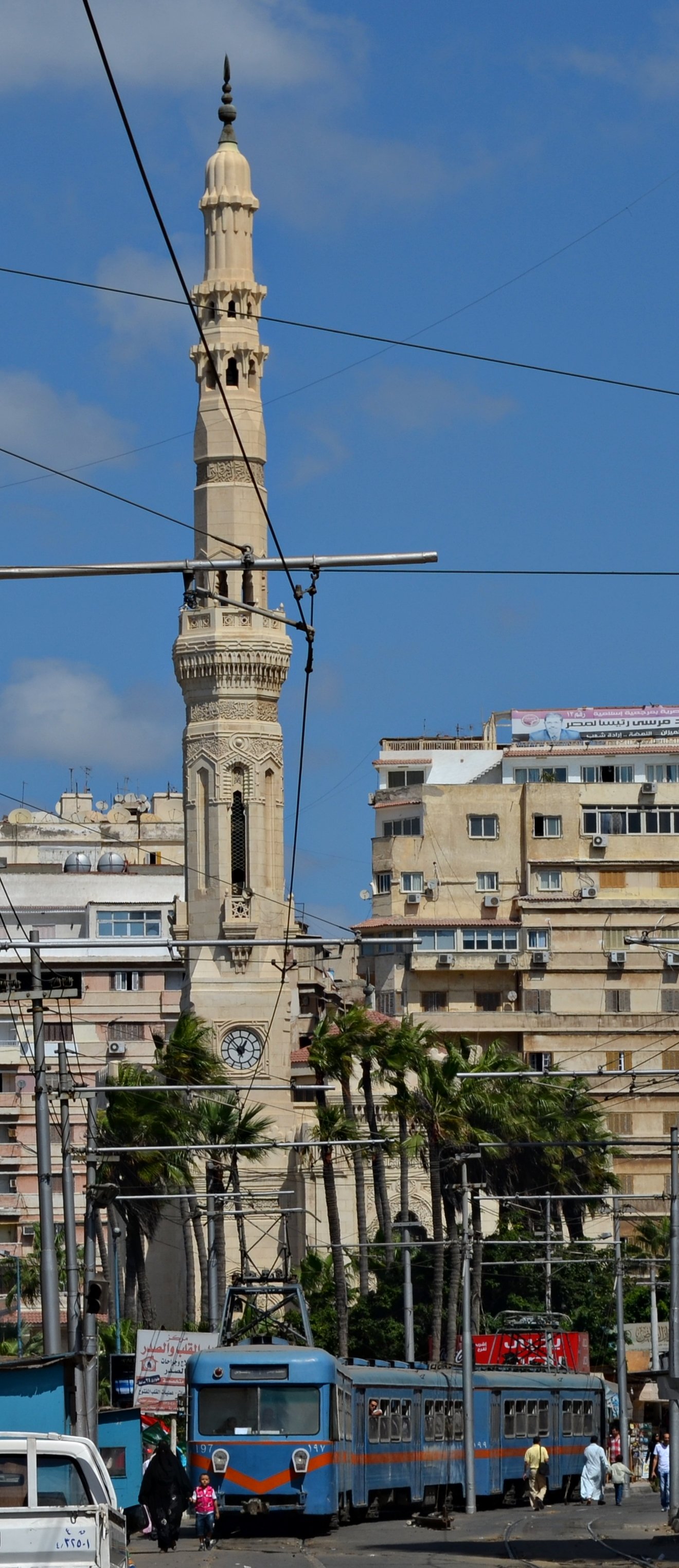
セマフ製電車（2012年撮影）
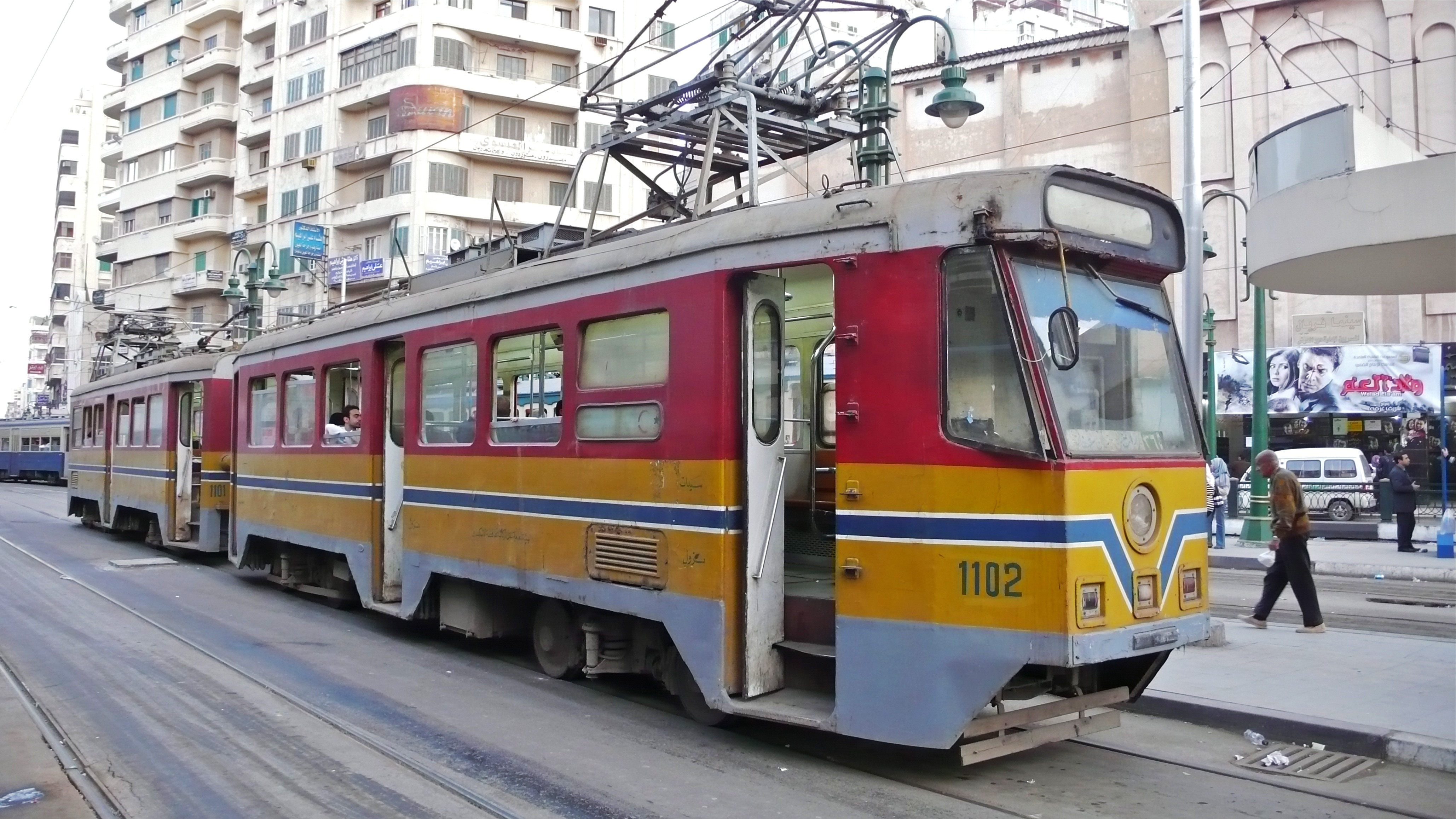
ラムレー線に転属した市内線向け近畿車輌製電車（2009年撮影）

### 過去の車両
- ラムレー線向け旧型車両 - 近畿車輌製電車に置き換えられるまで使用されていた旧型電車の一部は動態保存が行われている[8][16]。
- PCCカー - 1966年から1968年にトロント市電から140両が譲渡され、うち127両が使用された。一部車両は2両・3両編成に改造されたが、1984年までに廃車された[19]。
- タトラKT4D - チェコスロバキア（現：チェコ）のČKDタトラ製の小型2車体連接車。2015年から2017年にかけてベルリン市電やポツダム市電から多数の車両が譲渡されたが、営業運転に使用される事はなかった[1][13]。

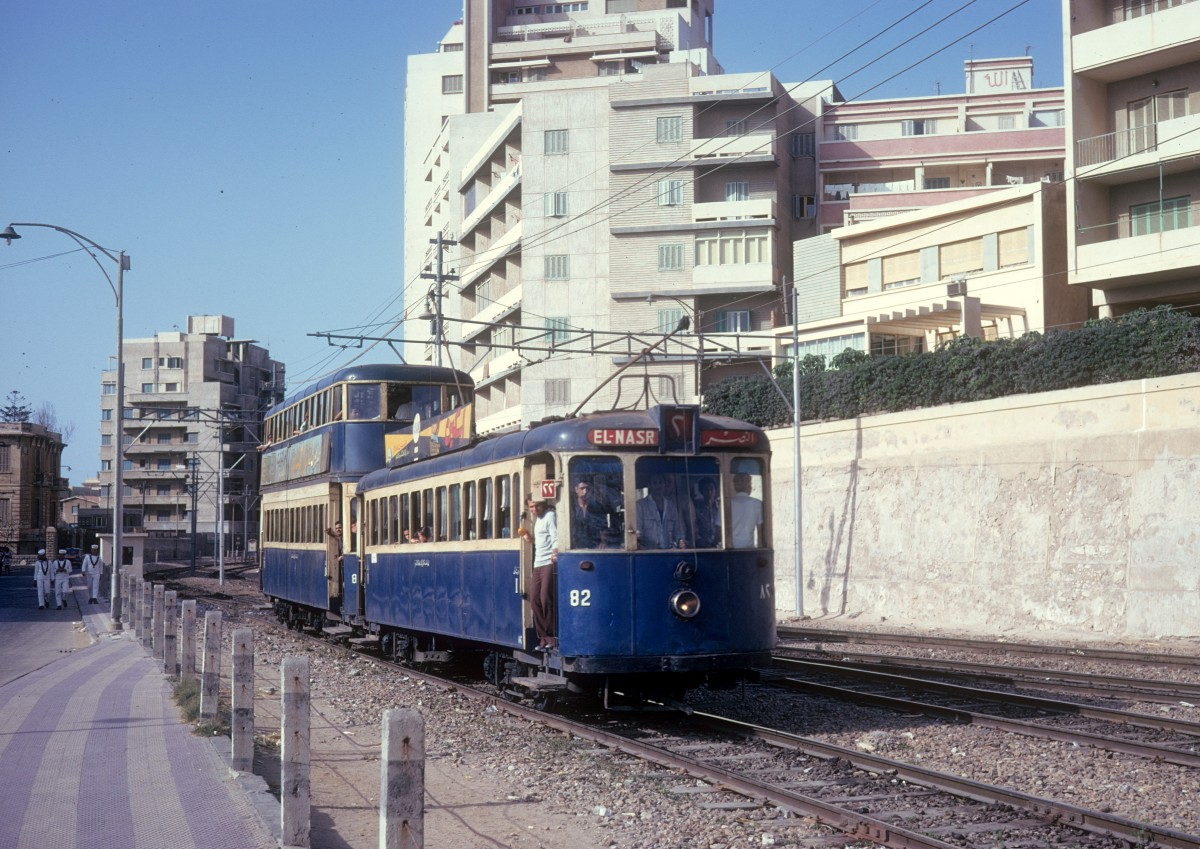
旧型電車（1974年撮影）
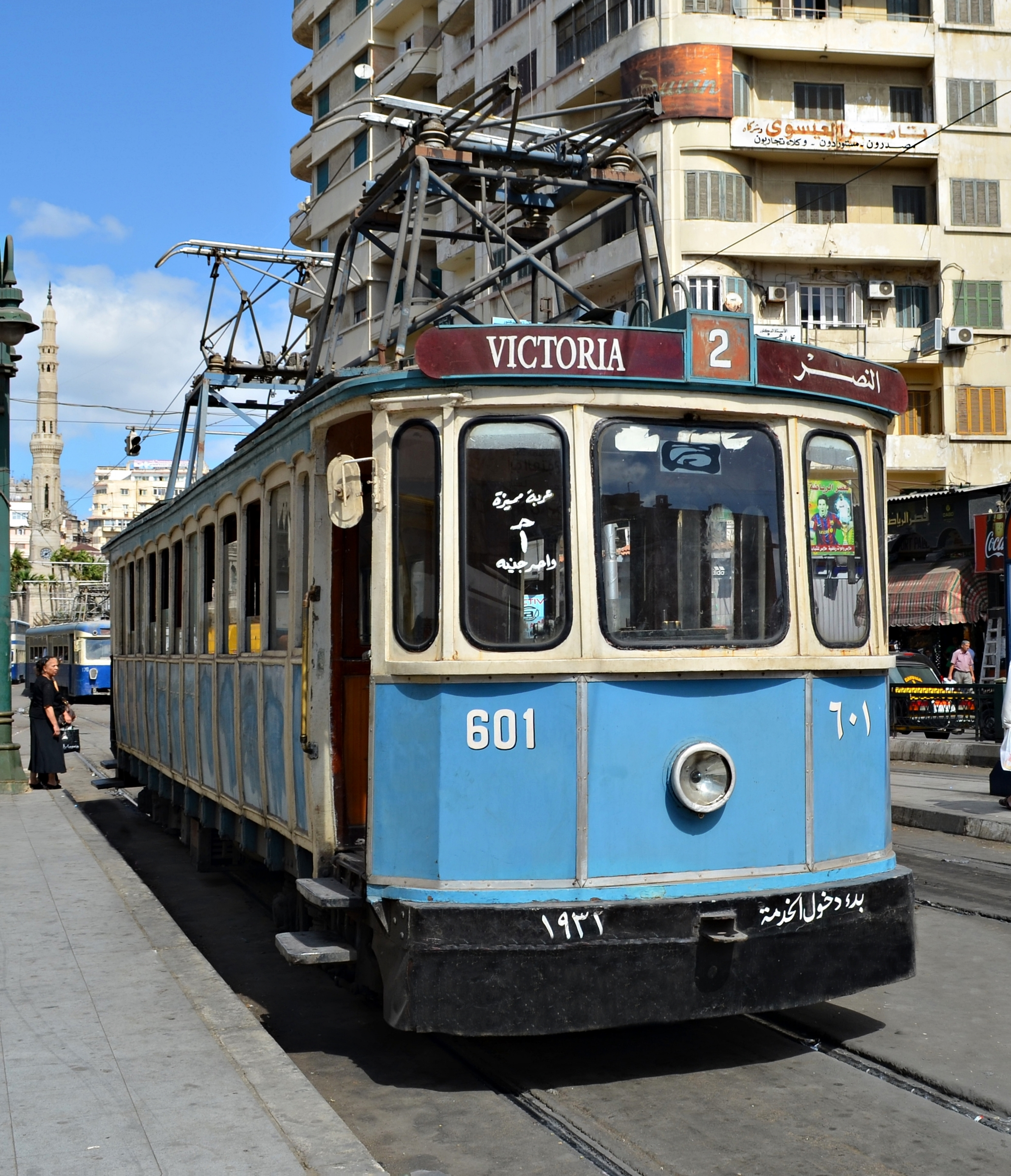
動態保存されている旧型電車（2012年撮影）
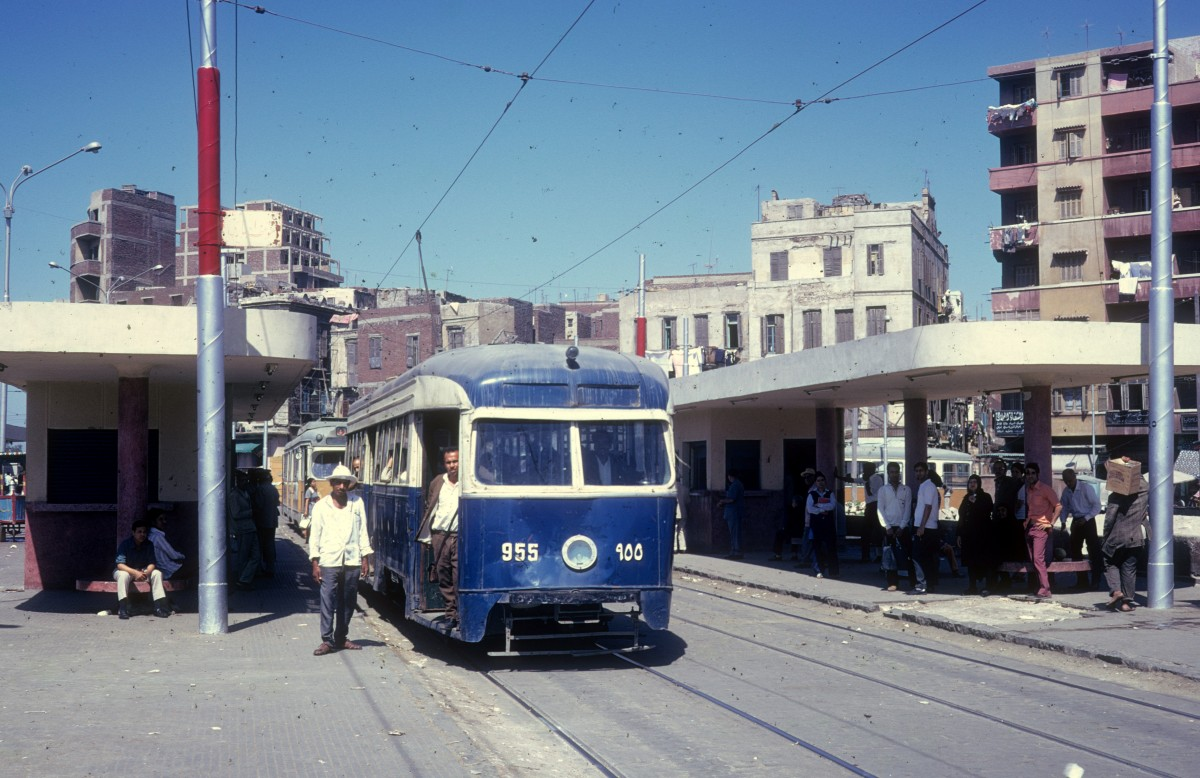
PCCカー（1974年撮影）

## 今後の予定
アレクサンドリア市電のうち、郊外へ向かうラムレー線は1960年代以降施設の更新が行われていない状態にあり、老朽化が進行している。そこで2020年11月、エジプト政府はシストラグループを中心としたコンソーシアムとの間に、ラムレー線の近代化に関する契約を交わした。これはラムレー線の高速化による利用促進を目的とするもので、歩道橋の設置、信号システムの更新、一部の支線の廃止や駅（電停）の整理など大規模にわたるものになる。また、車両についても全て置き換えられ、長年使用されていた近畿車輌製の電車は全て営業運転を終了する事になっている。